# Petter Qvarnström
Petter Qvarnström, född omkring 1730, död 27 november 1788 i Umeå, Västerbottens län, var en svensk orgelbyggare i Sundsvall. Var elev till amatörorgelbyggaren Carl Holm, Uppsala. Byggde orglar i Norrland.

## Biografi
Studerade för amatörorgelbyggaren Carl Holm i Uppsala. Tog examen 1752 och fick privilegium att bygga mindre orgelverk i Gävleborgs län.
Arbetade hos orgelbyggaren Olof Hedlund i Stockholm mellan 1747 och 1749. Ankom till Uppsala 1750 som orgelbyggargesäll. Han bodde från 1754 i Sundsvall på sjätte kvarteret. Vistas under 1779 i Västerbotten men har burskap i Sundsvall.. 1780 har han sagt upp hantverket och flyttat till Umeå. I Umeå bosätter de sig på första roten. Qvarnström avled 27 november 1788 i Umeå av lungsot och begravdes den 2 december samma år.

### Familj
Qvarnström gifte sig 15 oktober 1751 i Helga Trefaldighets församling, Uppsala med Lisa (Elisabeth) Hallström (1728–1795). Hon dog av lungsot eller trånsjuka.
De fick tillsammans barnen Catharina Christina (född 1752), Lovisa Ulrica (1761–1790), Engla Sophia, Pehr Adolph (1765–1797), Eva Martha, Olaus (född 1773) och Inga Margaretha (1775–1797).
Mellan 1760 och 1764 har de en piga hos sig. 1769 har de en piga hos sig.

## Orglar
| År   | Ursprunglig kyrka                 | Stift      | Bild | Manualer | Pedal   | Stämmor    | Bevarad orgel/fasad | Övrigt |
| ---- | --------------------------------- | ---------- | ---- | -------- | ------- | ---------- | ------------------- | --- |
| 1753 | Näskott kyrka                     | Härnösands |      |          |         | 5          | Ja/?                | Kontrakt med Carl Holm, Uppsala. Orgel byggdes av Qvarnström. Den renoverades 1839 av Johan Gustaf Ek, Torpshammar. När den gamla kyrkan revs magasinerades orgeln och den ligger numera i den nuvarande kyrkans vind. |
| 1754 | Ragunda gamla kyrka               | Härnösands |      | 1        | -       | 6          | Ja/Ja (1853)        | Orgeln bekostades av prosten Wilhelm Wargentin. Orgeln reparerades 1765 av Qwarnström. Flyttades 1853 till den nybyggda kyrkan och orgeln fick en ny fasad. Orgeln såldes 1872 till Edsele kyrka. Den såldes vidare 1892 till Helgums kyrka. Orgeln monterades inte upp där. Den var sedan i privat ägo. Den återkom 1916 till Ragunda gamla kyrka och sattes upp där av Jonas Larsson Landberg, Hammerdal. |
| 1759 | Nätra kyrka                       | Härnösands |      |          |         | 9 eller 10 |                     | Orgeln skänktes till kyrkan av prosten Joh. Tollsten. 1815 flyttade den till den nybyggda kyrkan. Orgeln såldes omkring 1855 till Ullångers kyrka. En ny orgel byggdes 1909 i Ullångers kyrka av E A Setterquist & Son, Örebro. |
| 1762 | Norrala kyrka                     | Uppsala    |      | 1        | Bihängd | 8          | Nej/Nej             | Qvarnström stämde om orgeln 1767. 1774 stämde åter Qvarnström orgeln. En ny orgel sattes upp i kyrkan 1822 av Eric Nordqvist, Nora. Orgeln var byggd 1671 av Claes Crantsenander, Viborg för Heliga Trefaldighets kyrka, Gävle. |
| 1766 | Hälsingtuna kyrka                 | Uppsala    |      |          |         | 8          | Nej/Nej             | En ny orgel byggdes 1891 av E A Setterquist & Son, Örebro. |
| 1767 | Rogsta kyrka                      | Uppsala    |      |          |         | 8          | Nej/Nej             | Orgeln flyttades 1858 till Ramsjö kyrka. En ny orgel byggdes i Ramsjö kyrka 1888 av Carl Elfström, Ljungby. |
| 1771 | Borgsjö kyrka                     | Härnösands |      |          |         | 7          | Nej/Ja              | Orgeln byggdes om 1855 av Johan Gustaf Ek, Torpshammar till 8 stämmor. En ny orgel byggdes 1914–1915 av P L Åkerman & Lunds Orgelfabriks AB, Sundbybergs köping. |
| 1779 | Umeå stads kyrka                  | Härnösands |      |          |         | 14         | Nej/Nej             | Orgeln hade påbörjats av orgelbyggarna Jonas Gren och Petter Stråhle men efter de bådas dödsfall så fick Qvarnström uppdraget att göra den färdig. Invigdes första advent 1779 av prosten magister Nils Sund. En ny orgel byggdes 1863 av Åkerman & Lund, Stockholm. |
| 1784 | Skellefteå landsförsamlings kyrka | Härnösands |      |          |         |            | Nej/Nej             | Ritningen till orgeln och läktaren utfördes av målaren Jacob Tjernberg. Orgeln besiktades av organisten Stenman, Piteå. Läktaren och orgeln målades av målaren Öhman från Umeå. En ny orgel byggdes 1872 av P L Åkerman & Lunds Orgelfabrik, Stockholm. |

### Övrigt
| År        | Ursprunglig kyrka              | Stift      | Manualer | Pedal        | Stämmor | Bevarad orgel/fasad | Övrigt |
| --------- | ------------------------------ | ---------- | -------- | ------------ | ------- | ------------------- | --- |
| 1753      | Gustav Adolfs kyrka, Sundsvall | Härnösands | 1        | Självständig | 17      | Nej/Nej             | 1753 flyttad Qvarnström över orgeln från gamla kyrkan 1730 av Johan Niclas Cahman, Stockholm till den nya kyrkan. Den hade 10 stämmor, en manual och bihängd pedal. Qvarnström byggde samtidigt till en självständig pedal på 7 stämmor. En ny orgel byggdes 1840 av Johan Gustaf Ek, Torpshammar. |
| 1759      | Härnösands domkyrka            | Härnösands |          |              |         |                     | Lagade orgeln. |
| 1767/1768 | Offerdals kyrka                | Härnösands | 1        | Bihängd      | 8       | Nej/Nej             | Renoverades och tillbyggdes med bihängd pedal av Qvarnström. Orgeln var byggd 1753 av Carl Holm, Uppsala och hade då 8 stämmor fördelade på en manual. En ny orgel byggdes 1882 av E A Setterquist & Son, Örebro.                                                                                  |
| 1773      | Fors kyrka, Bispgården         | Härnösands |          |              |         |                     | Skänker ett gammalt orgelpositiv (kistorgel) till kyrkan och Qvarnström sätter upp den. Den var troligtvis från 1600-talet. När Fors gamla kyrka revs, såldes den 1829 till Ljustorps kyrka. |
| 1773      | Söderala kyrka                 | Uppsala    |          |              |         |                     | 1773 reparerades och rensades orgelverket av Qvarnström. |
| 1781      | Lövångers kyrka                | Härnösands |          |              |         | Nej/Nej             | Qvarnström satte upp och byggde om en orgel i kyrkan. Den var inköpt från Umeå landsförsamling och byggde 1649 av Petter Hansson Thel, Gävle med 6 stämmor. En ny orgel byggdes 1865 av Per Larsson Åkerman, Stockholm.                                                                            |

### Medarbetare
- 1762 - Almgren. Han var orgelsnickare.[37]
- 1762 - Nils Löfblad. Han var snickargesäll.[37]